# Украинка (Балаклейский район)
Украинка (укр. Українка) — село в Веселовском сельском совете Балаклейского района Харьковской области Украины.
Код КОАТУУ — 6320286208. Население по переписи 2001 года составляет 172 (76/96 м/ж) человека.

## Географическое положение
Село Украинка разбито на две части оврагом, в котором сделали запруду.
Села Пазиевка, Слабуновка и Украинка образуют цепочку примыкающих друг к другу населённых пунктов, расположенных вдоль автомобильной дороги E 40, М-03.

## История
- При СССР село было наименовано Украинкой в честь Украинской Советской Социалистической Республики.
- До образования Харьковской области село входило в Харьковскую губернию, затем Изюмский округ, затем Харьковский округ.

## Название
При СССР в области прошла «волна» переименований значительной части населённых пунктов, в «революционные» названия — в честь Окт. революции, пролетариата, сов. власти, Кр. армии, социализма, Сов. Украины, деятелей «демократического и революционного движения») и новых праздников (1 мая и др.) Это приводило к путанице, так как в одной области рядом могли оказаться сёла с одинаковыми новыми названиями — например, Украинка (Ахтырский район), Украинка (Волчанский район), Украинка (Балаклейский район), Украинка (Барвенковский район), Украинка (Красноградский район) и Украинское (Волчанский район), Украинское (Змиевской район), Украинское (Лозовской район), Украинское (Харьковский район), названные в честь УССР.
На территории УССР (до 2014 года) находились 29 населённых пунктов с названием Украинка.